# Zeledons miervogel
Zeledons miervogel (Hafferia zeledoni) is een zangvogel uit de familie Thamnophilidae (miervogels). Deze vogel is genoemd naar de Costa Ricaanse ornitholoog José Castulo Zeledón (1846-1923).

## Verspreiding en leefgebied
Deze soort komt voor van Nicaragua tot Ecuador. Er zijn twee ondersoorten:
- H. z. zeledoni: van zuidelijk Nicaragua tot westelijk Panama.
- H. z. berlepschi: van oostelijk Panama tot westelijk Ecuador.

## Status
De grootte van de populatie is in 2019 geschat op 50.000-500.000 volwassen vogels. Op de Rode lijst van de IUCN heeft deze soort de status niet bedreigd.